# Hamilcar
Hamilcar was een populaire Punische voornaam, die verwijst naar de godheid Melkart uit Tyrus. De naam ḥmlqrt betekent letterlijk "broer van Melkart".

## Varianten in andere talen
Zowel in het Grieks als in het Latijn bestonden er verschillende transcripties voor de Punische naam ḥmlqrt. In het Grieks vinden we meestal Ἁμίλκας, maar eenmalig ook Ἀμίλχαρ en Ἀμίλκων. Het Latijn heeft naast het gebruikelijke Hamilcar ook Amilcar. Andere (moderne) varianten zijn:
- Italiaans: Amilcare
- Portugees: Amílcar
- Spaans: Amílcar

## Bekende naamdragers
- Hamilcar Mago (510-480 v.Chr.) suffeet van Carthago
- Hamilcar (zoon van Gisko), Carthaags generaal, overleden in 309 v.Chr.
- Hamilcar Barkas (circa 285-229 v.Chr.), Carthaags opperbevelhebber tijdens de Eerste Punische Oorlog
- Hamilcar (Drepana), bevelhebber van de Carthaagse vloot van circa 250 - 241 v.Chr.
- Hamilcar (Cremona), Carthaags bevelhebber van het Gallisch leger in de slag bij Cremona in 200 v.Chr.